# A regionális és kisebbségi nyelvek alapokmánya
Az Európai Regionális és Helyi Hatóságok Állandó Konferenciájának határozata (Resolution 192/1988), amelyet 1988. március 16-án fogadtak el, A regionális és kisebbségi nyelvek alapokmánya címet viseli.

## Meghatározás
Az 1. cikk szerint a regionális vagy kisebbségi nyelvek az európai kulturális örökséghez tartozó olyan nyelveket jelentenek, amelyeket
- valamely területen hagyományosan az állam olyan polgárai beszélik, akik az állam lakossága többi részénél számszerűen kisebb csoportot alkotnak, és
- amelyek különböznek az állam lakossága többi része által beszélt nyelvtől vagy nyelvektől.

## Célok és elvek
Az Egyezmény II. része (5.cikk) az alábbi célokat és elveket tartalmazza:
- A regionális és kisebbségi nyelvek
  - létezésének mint közösségi ismérvnek az elismerése,
  - által érintett földrajzi térség tiszteletben tartása a közigazgatási beosztásnál
  - támogatása megőrzésük érdekében,
  - használatával kapcsolatos mindenféle diszkrimináció kiküszübölése, használatának támogatása,
  - beszélőinek közössége részére biztosított kapcsolattartási jogok
  - összes megfelelő szinten való tanítása és tanulmányozása, ennek támogatása
  - vonatkozásában transznacionális csere lehetővé tétele.

## Kötelezettségek
- a közoktatás terén
- a közszolgálat és az igazságszolgáltatás terén,
- a tömegtájékoztatás terén,
- a kulturális tevékenységek terén,
- a gazdasági életben,
- a határokon átmenő csere terén.

## Jelentések
A szerződő felek jelentéseket küldenek az Európa Tanács Főtitkárához, aki évente jelentést készít az egyezmény végrehajtásának állásáról.